# Guarumal (Veraguas)
Guarumal è un comune (corregimiento) della Repubblica di Panama situato nel distretto di Soná, provincia di Veraguas. Si estende su una superficie di 324,3 km² e conta una popolazione di 3.239 abitanti (censimento 2010).